# Teimour Radjabov
Teimour Radjabov (o Teimur/Teymur/Timur Radzhábov/Rajabov; en azerí: Teymur Rəcəbov) (nacido el 12 de marzo de 1987 en Bakú, Azerbaiyán) es un Gran Maestro Internacional de ajedrez azerbaiyano.

## Carrera
En septiembre de 2009 en la lista de la FIDE, Radjabov tiene una puntuación Elo de 2757 puntos, siendo el número 7º en el mundo y primero de Azerbaiyán, por delante de Mamedyarov.
Tiene un balance igualado con Gari Kaspárov: 1 perdida, 1 triunfo, y 5 tablas.
En el torneo de Linares de 2003, a la edad de 15 años, Radjabov ganó a Kaspárov con las piezas negras (movimientos dados en la notación algebraica de ajedrez):
1.e4 e6 2.d4 d5 3.Cc3 Cf6 4.e5 Cfd7 5.f4 c5 6.Cf3 Cc6 7.Ae3 a6 8.Dd2 b5 9.a3 Db6 10.Ce2 c4 11.g4 h5 12.gxh5 Txh5 13.Cg3 Th8 14.f5 exf5 15.Cxf5 Cf6 16.Cg3 Cg4 17.Af4 Ae6 18.c3 Ae7 19.Cg5 O-O-O 20.Cxe6 fxe6 21.Ae2 Cgxe5 22.De3 Cd7 23.Dxe6 Ah4 24.Dg4 g5 25.Ad2 Tde8 26.O-O-O Ca5 27.Tdf1 Cb3+ 28.Rd1 Axg3 29.Tf7 Td8 30.Axg5 Dg6 31.Df5 Dxf5 32.Txf5 Tdf8 33.Txf8+ Cxf8 34.Af3 Ah4 35.Ae3 Cd7 36.Axd5 Te8 37.Ah6 Cdc5 38.Af7 Te7 39.Ah5 Cd3 0-1.
Fue el primer jugador nacido tras ser Kaspárov el Campeón Mundial de Ajedrez en 1985 en vencer a este. También, Radjabov es el jugador más joven en la historia en derrotar a un número uno del mundo. 
En 2003, también derrotó a Viswanathan Anand y Ruslán Ponomariov con las piezas negras. Es, probablemente, el primer jugador en ganar a tres antiguos Campeones y actuales de la FIDE, con las piezas negras en un año.

## Resultados de 2006
El 22 de febrero de 2006, Teymur derrotó al Campeón FIDE Mundial Veselin Topalov (ELO 2801) con las piezas negras.
El 11 de mayo de 2006, fue designado como Embajador de Buena voluntad Nacional para Azerbaiyán por la UNICEF. Teymur usará su talento y tiempo para servir como un ejemplo e inspiración a la gente joven.
En 2006, quedó tercero en el 39.º Festival Internacional de ajedrez en Biel, Suiza, del 22 de julio al 4 de agosto, 6 ajedrecistas a liga, doble ronda.
La clasificación final en Biel 2006, fue la siguiente:
| Posición | Participantes        | Puntos |
| -------- | -------------------- | ------ |
| 1        | Aleksandr Morozévich | 7.5    |
| 2        | Magnus Carlsen       | 6      |
| 3        | Teimour Radjabov     | 6      |
| 4        | Andréi Volokitin     | 4      |
| 5        | Yannick Pelletier    | 4      |
| 6        | Lázaro Bruzón        | 2.5    |

En noviembre de 2006, Radjabov ganó el torneo de Cap d'Agde, con fases eliminatorias, ganó en la final a Serguéi Kariakin.

## Resultados de 2007
En el Torneo Corus de ajedrez 2007, en Holanda, quedó 1º, empatado con Veselin Topalov y Levon Aronian, con 8,5 puntos de 13 posibles, con 5 victorias, 7 tablas y 1 derrota.

## Resultados de 2008
Radjabov se impuso en la final de la Copa del Mundo de Ajedrez Rápido de la ACP, en Odesa, Rusia a Aleksandr Grishchuk. Tras 2 tablas, consiguió imponerse en las partidas de desempate por 1,5 a 0,5.
En semifinales quedaron eliminados Serguéi Kariakin y Yakovenko. Participaron 16 ajedrecistas de élite por eliminatorias a 2 partidas.
En el Torneo Corus de ajedrez 2008, en los Países Bajos, Radjabov vence al Campeón Mundial Viswanathan Anand.
En el Grand Prix de la FIDE en Elista (Kalmukia) jugado en diciembre se colocan en la primera posición: Radjabov, Jakovenko y Grischuk. Participaron 14 ajedrecistas de élite.

## Resultados de 2019
Teymur Radjabov celebró su sexto tie-break en la final de la Copa del Mundo disputada en Khanty-Mansiysk, donde se enfrentó al ajedrecista chino Ding Liren. El duelo terminó con la victoria de Teymur, quien se proclamó campeón de la Copa del Mundo.

## Resultados de 2021
El 3 de enero de 2021 Teymur Radjabov se convirtió en el campeón en la última partida del torneo rápido online Airthings Masters, donde se enfrentó al ajedrecista Levon Aronian.